# Nahuel DL–43
A Nahuel DL-43  a második világháború idején fejlesztett argentin közepes harckocsi volt, az amerikai M4 Sherman és M3 Lee harckocsik helyi megfelelője.

## Tervezés
A járművet Alfredo Baisi alezredes tervezte. A „Nahuel” szó tigrist jelent az őslakos mapudungun nyelven. A harckocsit egy 75 mm-es Krupp tábori ágyúval szerelték fel, amelyet az argentin hadsereg használt. Kialakítása nagyon hasonló az amerikai M4 Sherman és az M3 Grant korai változataihoz, de döntött homlokpáncéllal. Elterjedt hiedelem, hogy a harckocsi a Sherman másolata, valójában azonban csak a Sherman ihlette kialakításról van szó.

## Gyártás
Mindössze 12 darabot és egy fából készült valós méretű makettet gyártottak belőle. A gyártó a Buenos Aires-i Arsenal Esteban de Luca volt, az elkészült darabokat az argentin hadsereg kapta. A feleslegessé vált Shermanek olcsón elérhetők voltak, ezért inkább abból vásároltak az Egyesült Államoktól az 1940-es évek végén.

## Alkalmazók
- Argentína

## Fordítás
Ez a szócikk részben vagy egészben  a   Nahuel című angol Wikipédia-szócikk ezen változatának fordításán alapul.  Az eredeti cikk szerkesztőit annak laptörténete sorolja fel. Ez a jelzés csupán a megfogalmazás eredetét és a szerzői jogokat jelzi, nem szolgál a cikkben szereplő információk forrásmegjelöléseként.